# Équipe du Kazakhstan féminine de hockey sur glace
Cet article traite de l'équipe féminine. Pour l'équipe masculine, voir Équipe du Kazakhstan de hockey sur glace.
L'équipe du Kazakhstan féminine de hockey sur glace est la sélection nationale du Kazakhstan regroupant les meilleures joueuses kazakhes de hockey sur glace féminin lors des compétitions internationales. Elle est sous la tutelle de la Fédération du Kazakhstan de hockey sur glace. Le Kazakhstan est classée 21e sur 42 équipes au classement IIHF 2021 .

## Résultats

### Jeux olympiques
- 1998 — Ne participe pas
- 2002 — Huitième
- 2006 — Non qualifié
- 2010 — Non qualifié
- 2014 — Non qualifié
- 2018 — Non qualifié
- 2022 — Non qualifié

### Championnats du monde
L'équipe féminine du Kazakhstan a participé au championnat du monde pour la première fois en 2000, remportant le groupe B des qualifications. Elle est régulièrement promue ou reléguée entre la division élite et la division IA, jusqu'en 2011 où elle est reléguée de façon successive en Division IB puis Division IIA. Cela marque une fracture avec les années 2000 où l'équipe évolue à un meilleur niveau que dans les années 2010.
- 1990-1997 — Ne participe pas
- 1999 — Première des qualifications pour le Groupe B
- 2000 — Neuvième (1er du Groupe B)
- 2001 — Huitième
- 2003 — Dixième (2e de Division I)
- 2004 — Dixième (1er du Groupe B)
- 2005 — Septième
- 2007 — Neuvième
- 2008 — Dixième (1er du Groupe B)
- 2009 — Sixième
- 2011 — Huitième
- 2012 — Quatorzième (6e de Division IA)
- 2013 — Dix-neuvième (5e de Division IB)
- 2014 — Vingtième (6e de Division IB)
- 2015 — Vingt-et-unième (1er de Division IIA)
- 2016 — Dix-septième (3e de Division IB)
- 2017 — Seizième (2e de Division IB)
- 2018 — Dix-neuvième (4e de Division IB)[3]
- 2019 — Vingt-et-unième (5e de Division IB)
- 2020 — Pas de compétition en raison de la pandémie de coronavirus[4]
- 2021 — Pas de compétition en raison de la pandémie de coronavirus [5].
- 2022 — Dix-neuvième (4e de Division IB)

Note :  Promue ;  Reléguée

### Jeux asiatiques d'hiver
Le Kazakhstan a participé à chaque édition du tournoi, remportant à chaque reprise une médaille dont trois en or.
- 1996 -  Médaille de bronze
- 1999 -  Médaille de bronze
- 2003 -  Médaille d'or
- 2007 -  Médaille d'or
- 2011 -  Médaille d'or
- 2017 -  Médaille de bronze

### Championnats d'Europe
- 1989-1995 — Ne participe pas
- 1996 - Septième du Groupe B

### Classement mondial
| Année | Rang | Points | Progression |
| ----- | ---- | ------ | ----------- |
| 2003  | 8    | 1 490  | -           |
| 2004  | 9    | 2 430  | -1          |
| 2005  | 8    | 2 475  | +1          |
| 2006  | 9    | 2 445  | -1          |
| 2007  | 9    | 2 445  | ±0          |
| 2008  | 10   | 2 410  | -1          |
| 2009  | 8    | 2 475  | +2          |
| 2010  | 8    | 2 455  | ±0          |
| 2011  | 7    | 2 475  | +1          |
| 2012  | 9    | 2 350  | -2          |

| Année      | Rang | Points     | Progression |
| ---------- | ---- | ---------- | ----------- |
| 2013       | 14   | 20 902 145 | -5          |
| Fév. 2014  | 15   | 2 110      | -1          |
| Avril 2014 | 17   | 2 850      | -2          |
| 2015       | 18   | 2 515      | -1          |
| 2016       | 18   | 2 330      | ±0          |
| 2017       | 17   | 2 180      | +1          |
| Fév. 2018  | 20   | 2 705      | -3          |
| Avril 2018 | 19   | 2 715      | +1          |
| 2019       | 19   | 2 470      | ±0          |
| 2020       | 21   | 2 225      | -2          |
| 2021       | 21   | 2 000      | ±0          |

## Équipe moins de 18 ans

### Championnat du monde moins de 18 ans
L'équipe des moins de 18 ans a fait ses débuts lors des qualifications en 2007 à l'occasion des qualifications pour le premier championnat du monde de cette catégorie, joué l'année suivante.
- 2008 — Non qualifié
- 2009 — Ne participe pas
- 2010 — 6e de Division I
- 2011 — 6e de Division I
- 2012 — 6e de la Qualification pour la Division I
- 2013 — 6e de la Qualification pour la Division I
- 2014 — 5e de la Qualification pour la Division I
- 2015 — 4e de la Qualification pour la Division I
- 2016 — 3e de la Qualification pour la Division I [24]
- 2017 — 6e de Division IB
- 2018 — 4e de la Qualification pour la Division I
- 2019 — 2e de la Qualification pour la Division IB
- 2020 — 4e de la Division IIA
- 2021 — Pas de compétition en raison de la pandémie de coronavirus

### Jeux olympiques de la jeunesse
- 2012 — Quatrième
- 2016 — Ne participe pas
- 2020 — Ne participe pas